# Euskal Trenbide Sarea - Red Ferroviaria Vasca
ETS-RFV, acrónimo de Euskal Trenbide Sarea - Red Ferroviaria Vasca, es un ente público de derecho privado dependiente del Departamento de Desarrollo Económico e Infraestructuras del Gobierno Vasco. Su objeto principal es la construcción, conservación, gestión y administración de aquellas infraestructuras ferroviarias del País Vasco cuya titularidad ostenta.

## Historia
Euskal Trenbide Sarea nació oficialmente el 2 de septiembre de 2004, en virtud de la Ley 6/2004 aprobada por el Parlamento Vasco, como consecuencia lógica del Plan Director de Transporte Sostenible, el cual establece entre sus objetivos prioritarios el de impulsar un nuevo equilibrio de los modos de transporte, moderno, eficaz y sostenible, de menor impacto ambiental; especialmente, el sistema ferroviario. 

## Red ferroviaria

### Operadores
Actualmente tres operadores utilizan la infraestructura de ETS-RFV: Euskotren (Euskotren Trena, Euskotren Tranbia y Euskotren Kargo), Metro Bilbao S.A. y Renfe (Mercancías AM).

### Red actual
La totalidad de las líneas son de ancho métrico (excepto el funicular, que es de 1200 mm). Los siguientes datos están actualizados a junio de 2023. 
| Línea                                      | Longitud   | Denominación comercial                 | Notas                                                        |
| ------------------------------------------ | ---------- | -------------------------------------- | ------------------------------------------------------------ |
| Bilbao > San Sebastián (inc. Lasarte-Oria) | 108,670 km |                                        | Operado por Euskotren Trena.                                 |
| Ramal de Bermeo                            | 29,194 km  |                                        | Operado por Euskotren Trena.                                 |
| San Sebastián > Hendaya (inc. Altza)       | 22,170 km  |                                        | Operado por Euskotren Trena.                                 |
| Valle de Asúa                              | 14,449 km  |                                        | Operado por Euskotren Trena.                                 |
| Lanzadera Lutxana-Sondika                  | 4,61 km    |                                        | Operado por Euskotren Trena.                                 |
| Funicular de Larreineta                    | 1,179 km   |                                        | Operado por Euskotren Trena.                                 |
| Metro de Bilbao (líneas 1 y 2)             | 43,280 km  |                                        | Titularidad compartida con el CTB. Operado por Metro Bilbao. |
| Tranvía de Bilbao                          | 8,0 km     |                                        | Operado por Euskotren Tranbia.                               |
| Tranvía de Vitoria                         | 12,090 km  | TVG                                    | Operado por Euskotren Tranbia.                               |
| Basurto > Ariz (Basauri)                   | 7,363 km   |                                        | Operado por Renfe Mercancías.                                |
| Irauregi > Luchana (Baracaldo)             | 5,730 km   |                                        | Operado por Renfe Mercancías.                                |
| Lasao > Azpeitia                           | 4,888 km   |                                        | Museo Vasco del Ferrocarril.                                 |
| Total                                      | 267,353 km | (de ellos, 43,280 km en cotitularidad) | (de ellos, 43,280 km en cotitularidad)                       |

### Red futura

#### En construcción
- Líneas 4 y 5 del Metro de Bilbao. En proyecto y construcción, respectivamente.
- Línea de alta velocidad Vitoria-Bilbao-San Sebastián-Frontera Francesa (NRFPV). Cotitularidad con Adif AV. Estas serían las primeras líneas de ancho internacional de ETS y parte de la RFIG.

#### Reclamada
- Líneas Bilbao-Santurzi, Barakaldo-Muskiz, y Santurtzi-Bilbao-Mercancías (puerto de Bilbao, en Santurzi). Estas líneas no pueden excluirse de la RFIG, por ser la única vía de acceso al puerto de Bilbao, que es de interés general. Una vez exista otro ferrocarril de acceso al puerto, se procederá a la transferencia.[4][5] Estas serías las primeras líneas de ancho ibérico de ETS.
- La CAV también reclama los tramos que discurren por su territorio de las vías Ferrol-Bilbao (desde Carranza), León-Aranguren (desde La Calzada), Madrid-Hendaya (desde Manzanos, excluyendo Alsasua y Hendaya) y Casetas-Bilbao (desde Izarra/Orduña).[6][7]

## Material rodante
El material rodante que circula por la red de ETS es propiedad de los operadores ferroviarios correspondientes. Asimismo, cuenta con un tren auscultador de vía denominado "Trenbiker".

## Directores generales
| Nombre                              | Fecha de inicio      | Fecha de fin            |
| ----------------------------------- | -------------------- | ----------------------- |
| Luis Pedro Marco de la Peña         | junio de 2009        | febrero de 2013         |
| Rafael Sarria Ansoleaga             | febrero de 2013      | junio de 2015           |
| José Luis Sabas Olabarria           | junio de 2015        | 26 de noviembre de 2016 |
| Aitor Garitano Trojaola             | 30 de enero de 2017  | 6 de octubre de 2020    |
| Ernesto Martínez de Cabredo Arrieta | 6 de octubre de 2020 | 7 de octubre de 2024    |
| Antonio López Palenzuela            | 7 de octubre de 2024 | Actualidad              |